# 谢尔河
谢尔河（法語：Cher，法語發音：[ʃɛʁ] ⓘ）位于法国中部，发源于克勒兹省克罗克东北，最终在维朗德里注入卢瓦尔河。
谢尔河流经的主要城镇有：蒙吕松、圣阿芒蒙龙、维耶尔宗和图尔。